# Потрага за савршеним језиком у европској култури
Потрага за савршеним језиком у европској култури (итал. La ricerca della lingua perfetta nella cultura europea) књига је Умберта Ека оригинално објављена 1993. године на релативно маргиналну тему о историји идеја. Написана је у форми есеја и користи мит о Вавилону као парадигму за повезивање језичке и друштвене праксе. Наглашавајући да потрага за савршеним језиком никада није била лишена идеолошке мотивације, Еко наводи неке контрааргументе овој идеји и сугерише да је Међународни помоћни језик реалистичнији пројекат. Он истиче да је овај немогућ захтев имао неке корисне нуспојаве (таксономија, научне белешке итд) али се задржао углавном на егзотичним предлозима. Велики делови књиге посвећени су Дантеу, Љуљу, Кирхеру, разним ауторима из 17. века и неким мање познатим именима из каснијег периода. Савремени пројекат политичког и културног уједињења Европе даје перспективу за озбиљније разматрање теме.